# Xi (sopa)

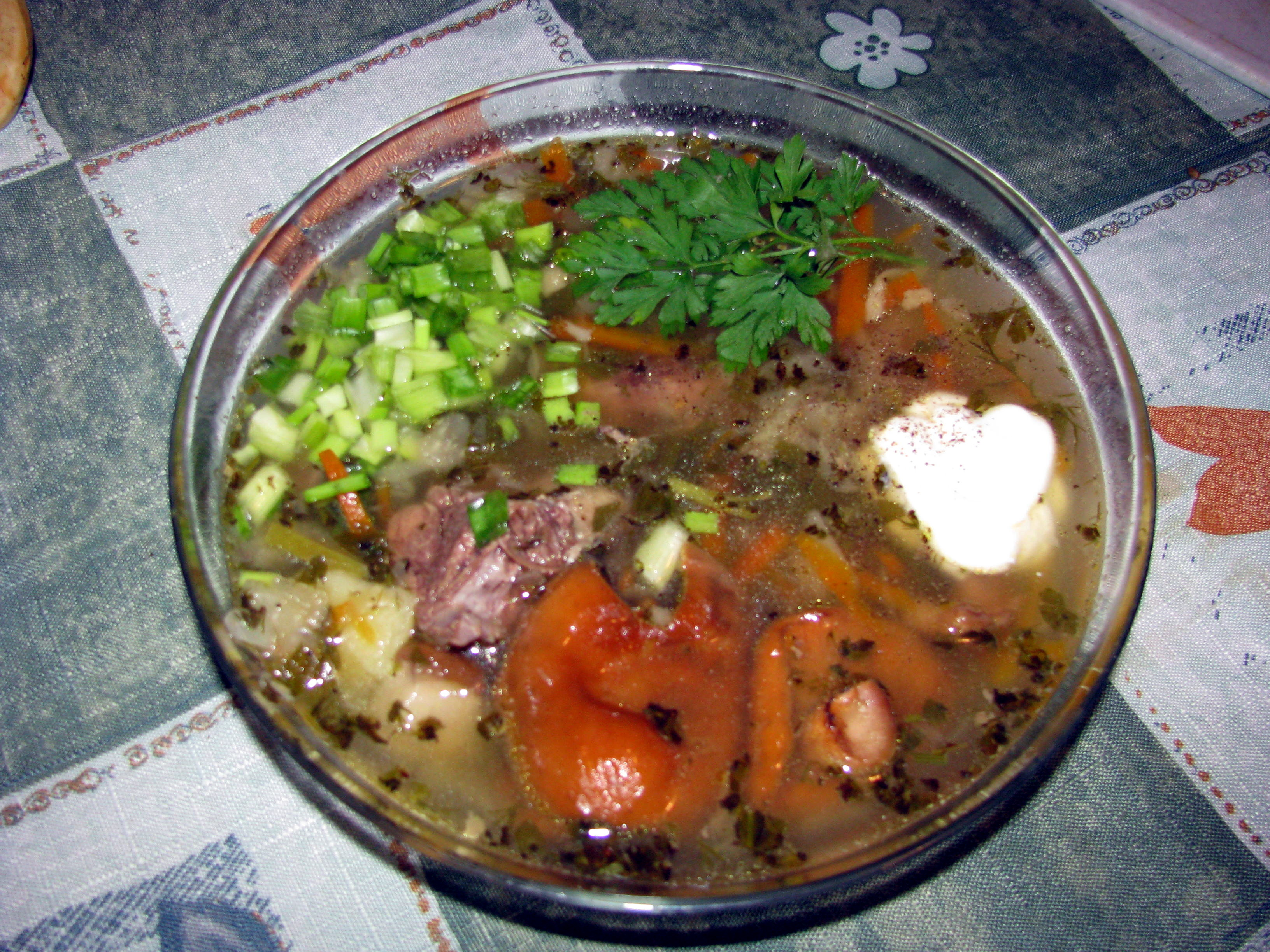
Xi

Xi é uma sopa tradicional e muito popular na Rússia e países vizinhos, de tal forma que existe um antigo ditado em russo que diz que “xi e kasha são a nossa alimentação”. A base desta sopa é o repolho, mas leva muitos outros vegetais e, por vezes, carne. O nome desta sopa costuma ser transliterado para inglês como “shchi”, devido ao nome da letra com que inicia em escrita cirílica, mas a pronúncia é mais simples, como na palavra usada como título deste artigo.[carece de fontes?]
O xi preparado com chucrute é chamado "xi azedo" e uma receita para este prato indica que se deve cozer com pouca água mas em lume brando, durante uma hora e meia, o chucrute, tomate cortado e cenouras. Ao fim desta primeira cozedura, junta-se cebola frita em óleo, água ou caldo suficiente para uma quantidade que dê para uma família, onde se dissolveu farinha de trigo, sal, pimenta e salsa. Depois duma fervura, para misturar bem os ingredientes, o xi termina a cozedura no forno, onde pode ficar 3-4 horas. Serve-se quente, guarnecido com nata azeda em cada prato e acompanhado com pão de centeio esfregado com alho. Um conselho é deixar a sopa “curar” durante um ou dois dias, depois de pronta, antes de servir.